# David Young (cestista)
David Martin Young jr. (New Castle, 18 agosto 1981) è un ex cestista statunitense naturalizzato azero, professionista nella NBDL, in Europa e Asia.

## Carriera
È stato selezionato dai Seattle SuperSonics al secondo giro del Draft NBA 2004 (41ª scelta assoluta).

## Palmarès

### Squadra
- Match des Champions: 1

Pau-Orthez: 2007

### Individuale
- All-NBDL Second Team (2005)
- MVP Match des champions:1

Pau-Orthez: 2007